# Solomon Lozovski
Solomon Abràmovitx Lozovski —en rus: Соломон Абрамович Лозовский, nom de naixemt: Dridzo rus: Дридзоrus: Соломон Абрамович Лозовский rus: Дридзо— (1878–1952) va ser un prominent revolucionari bolxevic, un alt oficial en diverses posicions al govern soviètic, incloent, entre altres: membre del Presidium del Consell Central de tota la Unió de Sindicats Soviètics, membre del Comitè Central del Partit Comunista de la Unió Soviètica, membre del Soviet Suprem de l'URSS, comissari del poblo diputat per als assumptes estrangers i cap del Gabinet d'Informació Sovíetico (Sovinformburo). Va ser també president del departament de Relacions Internacionals de l'Escola Superior del Partit.
Nascut en 1878 a Ucraïna en el si d'una família de jueus russos (probablement d'ascendència sefardita), es va unir al partit bolxevic el 1901, i, com era comú per als membres dels moviments clandestins de l'època, va adoptar un pseudònim, Lozovski (per la ciutat Lozovaya, prop de Khàrkiv, a Ucraïna). Va ser expulsat dues vegades del partit bolxevic (el 1914 i el 1917-1918), però readmès. La seva segona expulsió va ser motivada pel seu suport als sindicats independents després de la revolució d'octubre.
Lozovski va ser Secretari General del Sindicat Vermell Internacional (Profintern) (1921–1937). Al maig de 1939 Lozovski va ser nomenat (juntament amb dos més) comissari del poblo diputat per als assumptes estrangers de la Unió Soviètica sota el comandament de Viatxeslav Mólotov, ocupant-se del Llunyà Orienti i Escandinàvia. Durant la Segona Guerra Mundial va ser vicepresident del Sovinformburo, havent de subministrar la informació dels fronts de batalla soviètics a la premsa estrangera. El 1941, en dir-li els reporters estrangers que els soldats alemanys ja podien veure Moscou amb els seus prismàtics, Lozovski va replicar: "els alemanys veurien sens dubte Moscou, però com a presoners de guerra." Va ser així mateix membre del Comitè Jueu Anti-Feixista, organitzat com a part del Sovinformburo, que intentava influenciar a l'opinió pública internacional i organitzar suport material i polític per a la campanya bèl·lica, espeíficament entre els jueus dels països aliats. De 1945 a 1948 va ser president de Sovinformburo.
Va ser arrestat (als setanta anys) i torturat durant la campanya antisemita de finals de la dècada de 1940 i principis de la de 1950. Malgrat la increïble pressió, Lozovski mai va admetre la seva culpabilitat ni va acusar una altra gent. El judici tancat va durar dos mesos i mig. Va esperar durant un mes més al fet que ho executessin el 12 d'agost de 1952 al costat d'altres tretze membres del Comitè Jueu Antifeixista, un esdeveniment conegut com La Nit dels Poetes Assassinats.
Després de l'alliberament dels documents del judici es va revelar que Nikita Khrusxov va publicar un perdó pòstum per Lozovski i els altres executats del Comitè Jueu Antifeixista afirmant que els judicis van ser "flagrants violacions de la llei".